# Gülkader Şentürk
Gülkader Şentürk (ur. 8 stycznia 1996) – turecka judoczka. Olimpijka z Tokio 2020, gdzie zajęła siedemnaste miejsce wadze ekstralekkiej.
Uczestniczka mistrzostw świata w 2018, 2019 i 2021 roku. Startowała w Pucharze Świata w latach 2017-2019. Uczestniczka turniejów międzynarodowych.

## Letnie Igrzyska Olimpijskie 2020
| Konkurencja | Eliminacje             | Klas. końcowa |
| Konkurencja | Przeciwnik I           | Miejsce       |
| ----------- | ---------------------- | ------------- |
| 48 kg       | Julia Figueroa (ESP) P | 17.           |